# نبرد آوارایر
نبرد آوارایر (ارمنی: Ավարայրի ճակատամարտ) جنگی است که در دوم ژوئن (۱۲ خرداد) ۴۵۱ میلادی بین رزم‌آوران ساسانی و ارمنیان وفادار از یک سو و ارمنیان شورشی بر ضد یزدگرد دوم از سوی دیگر درگرفت. علت جنگ این بود که یزدگرد دوم، پادشاه ساسانی ایران، با مسیحی شدن ارمنی‌ها موافق نبود و دستور داده بود که به دین زردشتی بازگردند. نبرد آوارایر رویداد بزرگی در تاریخ ارمنستان محسوب می‌شود و تا به امروز هنوز با هیجان از آن یاد می‌گردد، مرگ وارتان مامیکونیان سردار سپاه ارمنی تا به امروز در تقویم ایشان به نام پنجشنبهٔ آمرزیده ثبت شده‌است و از وارتان، سپهسالار شورشیان، به عنوان قهرمان ملی ارمنستان یاد می‌شود. با وجود اینکه ارمنی‌ها در جنگ شکست خوردند و مامیکونیان همراه با هشت سردار شورشی در جنگ کشته شدند، اما یزدگرد به نتیجه رسید که تغییر دین ارمنیان به صلاح و صرفه نیست و چندین سال بعد، در سال ۴۸۴، پیمان نوارساک بین شاهنشاه بلاش و سپهسالار واهان مامیکونیان، برادر زاده وارتان، بسته شد و بنا بر آن، ارمنی‌ها تمام آتشگاه‌های موجود در ارمنستان را با اجازه شاه ایران خراب کردند و بنا شد هیچ ارمنی‌ای اجازه زردشتی شدن نداشته باشد در ضمن شاهنشاه واهان را به عنوان مرزبان ارمنستان انتخاب نمود (۴۸۴ میلادی)، آزادی دینی و خودمختاری ملی به ارمنیان داده شد.

## ریشه‌های جنگ
تا زمانی که دولت امپراتوری روم دیانت رسمی نداشت، عیسویان ایرانی در آرامش می‌زیستند، اما چون کنستانتین یکم امپراتور روم به مسیحیت گروید، وضع تغییر کرد. مسیحیان ایران، که خصوصاً در نواحی مجاور سرحد روم بسیار بودند، مجذوب و فریفته دولت مقتدری شدند، که همکیش آنان بود (یعنی رومی‌ها).
از سوی دیگر با توجه به اینکه در دهه هفتم سده اول میلادی بلاش اشکانی برادر خود، تیرداد را به سلطنت ارمنستان منصوب کردو تیرداد بنیانگذار سلسله اشکانیان ارمنستان گردید که این شاخه از اشکانیان نزدیک به چهارصد سال در ارمنستان سلطنت کردند. پادشاهان سلسله اشکانی ارمنستان، خود را طرفدار خاندان اشکانی می‌دانستند. با برآمدن اردشیر بابکان، تیرداد دوم و سپس پسرش خسرو دوم، از اردشیر پیروی نکردند و به عنوان قویترین پشتیبان بازگشت پادشاهی اشکانیان با اردشیر درافتادند. پس از سال‌ها جنگ و پیروز نشدن اردشیر، فردی بنام اناک، از خاندان سورن به عنوان پناهنده به خسرو مراجعه نمود که پنهانی از سوی اردشیر مأمور بود که خسرو را به قتل برساند که همین کار را هم نمود (۲۵۸ میلادی)، اما خود و خانواده‌اش همگی به‌دست سربازان خسرو کشته شدند بجز یک فرزندش که گریگور روشنگر نام داشت که بعدها همین گریگور باعث مسیحی شدن تمامی ارمنیان شد. پس از کشته شدن خسرو، اردشیر توانست ارمنستان را اشغال کند اما در زمان بهرام دوم ساسانی، تیرداد سوم، فرزند خسرو دوم پادشاه پیشین ارمنستان، با کمک رومیان، تاج و تخت ارمنستان را از ساسانیان بازپس گرفت (۲۸۷ میلادی). با مسیحی شدن ارمنیان در زمان تیرداد سوم، همبستگی ارمنستان با ایران کاهش یافت و به رومیان نزدیکتر گردید. به هرحال در زمان فرزند تیرداد سوم، یعنی خسرو سوم، طرفداران ساسانی در ارمنستان شورش کردند و شاپور دوم ساسانی به ارمنستان لشکرکشید و پس از جنگ‌های زیاد، هم رومیان را شکست داد و هم در زمان ارشک دوم ارمنستان را دوباره اشغال نمود. در بازپس‌گیری ارمنستان، بعضی از اشراف ارمنی با شاهپور دوم همکاری می‌کردند. با دخالت دوباره رومیان و درگیری‌های بعدی، سرانجام در ۳۸۳ میلادی، ایران و روم توافق کردند که ارمنستان را به دو قسمت شرقی (بزرگتر و ایرانی) و غربی (کوچکتر و رومی) تقسیم کنند. سرانجام در ۴۲۸ میلادی، و به دنبال درخواست ارمنیان از شاهنشاه ساسانی (بهرام گور) مبنی بر برکنار شدن پادشاه ارمنستان (اردشیر چهارم)، ساسانیان تصمیم گرفتند که حکومت اشکانی ارمنستان را حذف نموده و خود مستقیماً از طریق اشراف ارمنی (مرزبانان) و یک فرمانده ایرانی (ویه‌مهرشاهپور)، ارمنستان را اداره کنند. سقوط حکومت محلی ارمنستان، در کنار فعالیت‌های مسروب ماشتوتس که الفبای ارمنی را در قرن پنجم میلادی رواج داده بود، منجر به بالاگرفتن احساسات ملی ارمنی شد. یزدگرد دوم ساسانی، در آغاز با ارمنیان مهربان بود (۴۲۲ میلادی)، اما از سال هشتم سلطنتش رفتارش نسبت به ارمنیان تغییر کرد. تاریخ‌نگاران عرب و ایرانی (مثلاً طبری) یزدگرد دوم را پادشاهی مهربان می‌شمارند، اما تاریخ‌نگاران ارمنی از او به عنوان سختگیر یاد می‌کنند. یغیشه وارداپت آورده که یزدگرد تمام دین‌های کشور خود را مطالعه کرد و آن‌ها را با دیانت زردشتی سنجید و آیین مسیحی را هم فرا گرفت و از گفته‌های اوست که
| « | بپرسید، دقت کنید، ببینید. هرکدام بهتر بود، ما آن را اختیار می‌کنیم | » |

البته یغیشه وارداپت این سخن پادشاه را به قصد فریب و بنا بر دورویی دانسته‌است، اما نتیجه در هر صورت این بود که مهرنرسی (وزیر بزرگ) شاه را مجاب کرد که تا اختلاف مذهبی در بین است، یکپارچگی با ارمنستان، ناپایدار و بی‌ثبات خواهد بود و سرانجام قرار بر این شد که مهرنرسی به نام شاه، به نجبای ارمنستان فرمانی بفرستد که ضمن معرفی اصول دین زردشتی، ایرادهایی که بر مسیحیت وارد می‌دانستند را شرح دهد.

### نامه یزدگرد دوم به ارمنیان
یغیشه وارداپت و غازار پاربتسی تاریخ‌نگار ارمنی سده پنجم میلادی که با خاندان رهبر شورش (مامیکونیان) ارتباط نزدیکی داشته و پس از شکست در نبرد آوارایر برای این خاندان کتاب تاریخ خود را نوشته‌است. قسمت‌هایی از نامه را این‌گونه آورده‌اند:
...اهورامزدا آسمان و زمین را بیافرید. اهریمن نیز بدی و زشتی را پدیدآورد و از اینرو آفرینش از هم جدا شد چنان‌که فرشتگان از هورمزد و دیوان از اهریمن پدید آمدند. آنچه نیک و نغز درین گیتی و آسمان پیداست از هورمزد است و آنچه گناه در اینجا و آنجا برخاست از کرده اهریمن است
... کسانیکه می‌گویند خداوند مرگ بیافرید و نیک و بد هر دو ازوست نادان‌اند به ویژه عیسویان که می‌گویند خداوند رشگ برد از آنکه یک انجیر از درختی خورده شد و از برای پادافره مرگ را آفرید و مردم را دچار آن ساخت. هرگز چنین رشگی مردی به مردی نمی‌برد از خداوندی چگونه سزاوار است؟ گوینده این سخنان کر و کور است و فریب دیو و اهریمن خورده‌است
و نیز عیسویان افسانه دیگری می‌گویند که خداوند از زنی زاییده شده‌است بنام مریم…
پیشروان و رهبران‌تان که آنانرا ناصری می‌نامید باور مکنید. آنان فزون فریفتار هستند و آنچه خود با گفتارشان می‌آموزند بکردار نمی‌آورند. گوشت خوردن را گناه نمی‌دانند و خود نمی‌خورند. نزد آنان زن گرفتن از کردار نیکست و خود نمی‌گیرند. اگر کسی خواسته (مال) اندوزد می‌گویند این بزه بزرگی است، دریوزگی و بدبختی را بسیار می‌ستایند. خرمی و شادمانی را نکوهش می‌کنند. رخت زشت را دوست دارند و به خورسندی و بخت خنده می‌زنند و بنام و ننگ ریشخند می‌کنند… مرگ را نیک و زندگانی را زشت می‌خوانند. بچه زادن را پست می‌شمرند و بی‌فرزندی را می‌ستایند. اگر کسی به گفته آنان گوش فرا دهد و با زنان در نپیوندد هرآینه بزودی زندگانی این جهان پایان و انجام خواهد پذیرفت
بدتر از همه آنکه پیروان شما می‌گویند خداوند را مردم بدار کشیدند و او جان بسپرد و بخاکش سپردند و پس از آن از گور برخاست و بر فراز آسمان برآمد. آیا سزاوارتان نبود که خودتان این‌گونه آموزش ناسزا را داوری کنید؟ دیوان پلید از مردم چنین شکنجه و رنج نمی‌پذیرند چگونه خدایی که آفریننده همه آفریدگان است این گزند و آزار بخود پسندید؟

### پاسخ نامه
لازار پاسخ ارمنیها را این‌گونه می‌نویسد:
 ما هنگامی که در کاخ تو بودیم، مغان را که قانونگذاران شما به‌شمار می‌روند و در آنجا حضور داشتند مورد استهزاء و تحقیر قرار دادیم. حال نیز اگر ما را مجبور کنید که نوشته‌های آنان را بخوانیم و گفتاری را بشنویم که ابداً قابل توجه و شایسته تفکر ما نتواند بود؛ همان خواهیم کرد که در آنجا دیدید. از این رو محض حفظ احترام شما نوشته‌تان را که موجب استهزاء می‌شد نگشودیم و دست خطتان را نخواندیم؛ زیرا دینی که می‌دانیم تحقیقا باطل است و بیش از نتیجه اوهام چند مرد ابله نیست و تفصیل موهومات آن را که علمای مزور شما شرح داده‌اند و به ما رسانده‌اند؛ هرگز قابل پیروی نشناخته و اصول انرا شایسته استماع و قرائت نمی‌دانیم. مطالعه قواعد شریعت شما موجب خنده ما می‌شود. هم شریعت شما هم واضعان شریعتتان و هم پیروان ان شریعت گمراه‌کننده بنظر ما در خور استهزاء هستند. از این رو شایسته نمی‌بینیم که انگونه که دستور داده‌اید قوائد شریعت خودمان را برای شما نوشته بفرستیم؛ زیرا که شریعت نا پاک شما را لایق مطالعه و اندیشیدن ندانستیم و به حکم عقل کاملی که شما دارید، حق این بود که قبلاً این نکته را در نظر گرفته و تیر استهزا ما را به جانب خود سر نمی‌دادید. چگونه ممکن است که ما قواعد دین مقدس و آسمانی خویش را بر جاهلانی چون شما عرضه بداریم؟

### درخواست کمک از بیزانس
در سال ۴۵۰، اسقف‌های ارمنستان، به همراه مرزبان (واساک سیونی) با نامه نوشتن به تئودوسیوس، امپراتور بیزانس از او تقاضا کردند که در مقابل یزدگرد از ایشان پشتیبانی نماید. تئودوسیوس پاسخ داد که از مجلس سنا درخواست اعطای اختیارات خواهد نمود، اما در این بین از اسب فروافتاد و درگذشت. مارسیانوس، امپراتور جدید، از راهنمایی دو مشاورش آناتولیوس و الفاریوس - که یغیشه وارداپت ایشان را بی‌ارزش، مطیع اهریمن و بی‌خدا خوانده - بهره برد و ترجیح داد که به قول یغیشه وارداپت، به پیمانش با کافران (ایرانیان) پایبند باشد تا به پیمانش با مسیح!

### ارتودوکس یا نسطوری؟
یکی از علت‌های دیگر جنگ این بود که یزدگرد حس می‌کرد وابستگی ارمنیان به کلیسای ارتودوکس، که یونانی زبان، یعنی همزبان و مورد حمایت بیزانسی‌ها بود، در دراز مدت باعث مشکل دفاعی در برابر بیزانس خواهد شد. اصولاً رومی‌ها از دو ناحیه به خاک ایران حمله می‌کردند که یکی آدیابن و دیگری ارمنستان بود. در نتیجه یزدگرد ترجیح می‌داد که در صورت زردشتی نشدن ارمنی‌ها، کلیسای نسطوری آرامی زبان که مورد حمایت ایران بود، کلیسای مسیحی ارمنی‌ها باشد.

### حمله ارمنی‌ها به استان‌های مجاور

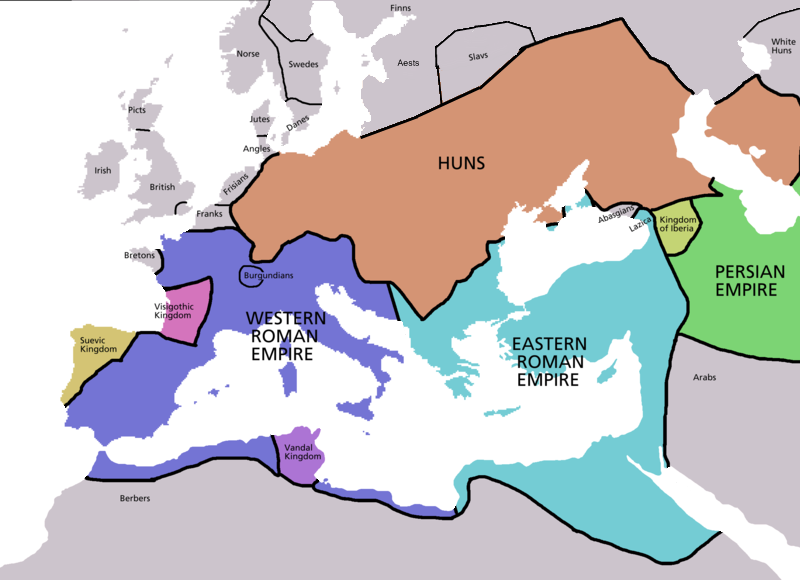
قلمرو هونها در سال ۴۵۰ میلادی

فرمان یزدگرد نه‌تنها به ارمنیان، بلکه به گرجیها و و ارانی‌ها هم فرستاده شده بود. بنا به گفته یغیشه وارداپت و غازار، ارانی‌ها از ارمنی‌ها برای مقاومت برضد درخواست شاهنشاه ایران کمک خواستند. در نبردی که نزدیک ناحیه خال‌خال در اوتی انجام شد، ایرانیان از نیروی ارمنی به فرماندهی وارتان شکست خوردند و ارمنی‌ها به پادگان‌هایی که ایران در اران بر ضد هونها برپا کرده بود یورش بردند و دروازه هون‌ها را که در ناحیه چور بود تصرف کردند. ارمنی‌ها پاسداران ایرانی سد هون‌ها را کشتند و یک شاهزاده اهل اران (بنام واهان) را بر دروازه گماردند  تا بتوانند راه حمله هون‌ها را به داخل ایران بازکنند. یکی از علت‌های اصلی خشم یزدگرد، آسیب به این ناحیه و شهر دربند در ساحل دریای کاسپین بود. یزدگرد دوم پس از پایان شورش استحکامات دربند را بازسازی کرد.

## نبرد
در جناح راست سپاه ایران، کوشانیان، هونها و گیل‌ها قرار داشتند. در قلب سپاه و جناح چپ، فیل‌های جنگی و اسواران قرار داشتند و واحد زبده مادی به عنوان نیروی ذخیره (یگان‌های پشتیگبان و جان‌سپار) در پشت خطوط بود.
سواره‌نظام ارمنی اول از رودخانه رد شد. سپس وارتان دید که واحدهای زبده (جاودانان واحد اسواران)، جناح چپ ارمنیها را پس زده‌اند، که وارتان مامیکونیان در ضد حمله این جناح (جناح راست سپاه ایران) را به عقب راند و باعث شد که سواران به پشت فیل‌های جنگی پناه ببرند که نیروهای مامیکونیان این جناح عقب نشسته را محاصره و نابود کرد. به‌دنبال این، مشکان نیوسال‌آورد، فرمانده ایرانی، به اردشیر که فرمانده واحد فیل‌های جنگی بود، دستور حمله داد و خودش وارتان را محاصره نمود. پس از نبردی شدید، سپهسالار ارمنی (سپراپت) و سواران همراهش کشته شدند و به‌دنبال آن سپاه ارمنستانی پراکنده شد. نه نفر نخرار ارمنی (شاه محلی ارمنستان) در این درگیری کشته شدند.

## پس از نبرد
سپاه ارمنی پس از شکست به قسمت‌هایی تجزیه شد که یا به قلعه‌های کوهستانی پناه بردند یا به مناطق همجوار گریختند. یغیشه وارداپت می‌گوید عده‌ای به سرزمین مه آلود خالدی‌ها پناه بردند و عده‌ای به جنگل‌های غیرقابل عبور قره‌باغ (دژ تموری در آرتساخ به گفته او). این دو دسته به سپاهیان ایران و سرزمین اصلی ایران حملات ایذایی گهگاهی انجام می‌دادند به نحوی که در یکی از این حمله‌ها همایگ برادر وارتان کشته شد. در دژهایی که تسلیم نمی‌شدند، سپاهیانی که پس از سقوط قلعه اسیر می‌شدند گاهی به قتل می‌رسیدند و گاهی هم مانند اسقف ژوزف و اسقف لوون بخشیده می‌شدند.

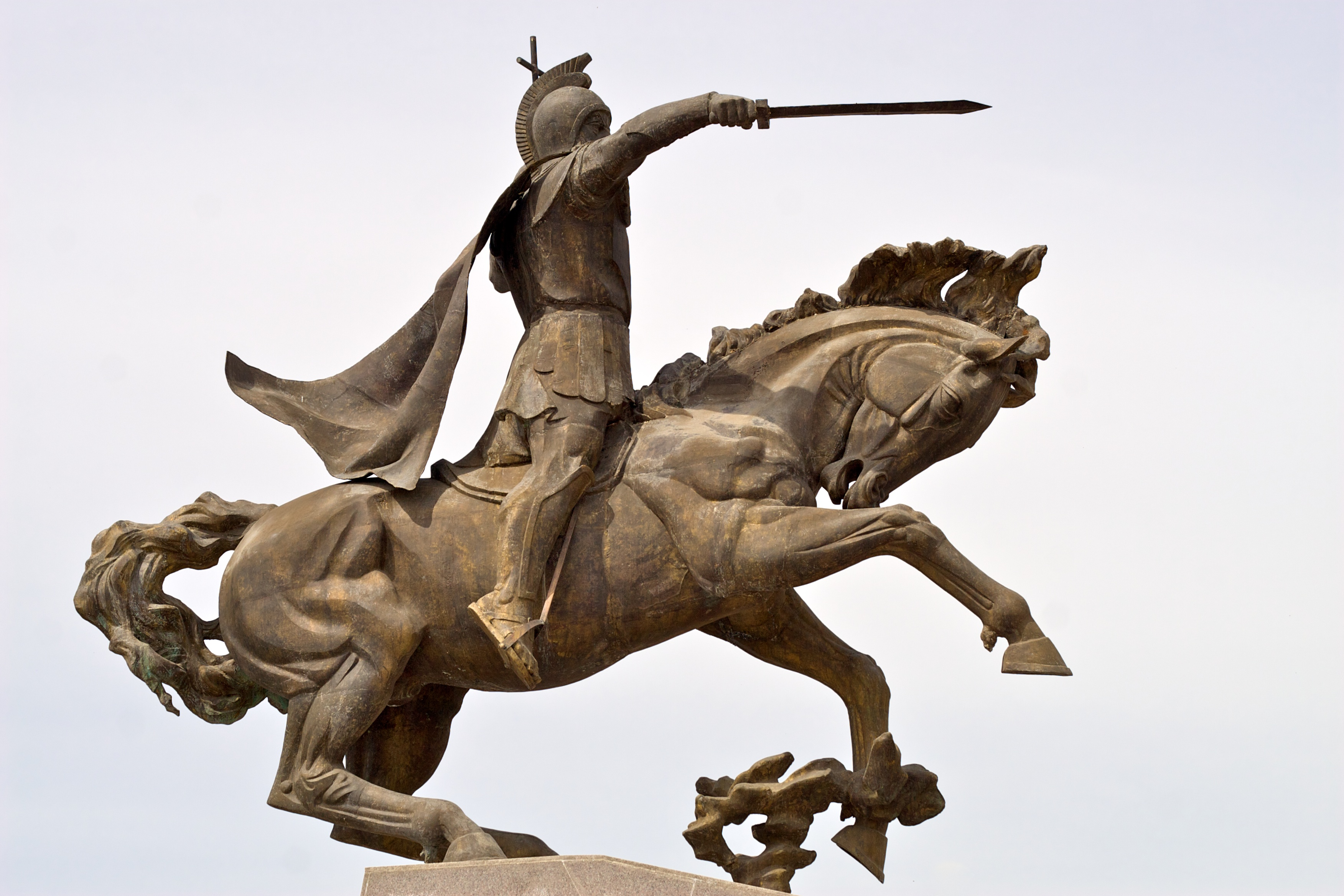
پیکره سوار بر اسب وارتان در پایتخت ارمنستان

در ماه اکتبر (مهر ماه)، خشم سپاه ایران کاهش یافت و بر ضد مردم و مخصوصاً کلیساها عملی انجام نشد. یزدگرد که از میزان خسارت وارد شده بر ارمنستان و خسارت‌های وارد شده بر شهر دربند خشمگین شده بود، مهرنرسی را مأمور کرد تا علت شورش ارمنی‌ها را دریابد. مهرنرسه پیشنهاد کرد که در نشستی، بزرگان ارمنستان و مقامات مسیحی از یکسو و مرزبانان ایرانیی که محل حکومتشان نزدیک به ارمنستان بود نظرات خود را بازگو کنند. مهرنرسی از واساک، مشکان و اهورامزدا دعوت کرد که در جلسه شرکت کنند. اهورامزدا مرزبانی بود که محل حکومتش نزدیک به ارمنستان بود و در لشکرکشی شرکت داشت و بعد از نبرد مرزبان ارمنستان هم شده بود. در جلسه، ساهاک، اسقف رشتونی، با وجود اینکه با مغ‌هایی که در آتشگاه خدمت می‌کردند به سختی برخورد کرده بود، بدون هراس شرکت کرد و بر ضد واساک نظر داد و او را مسبب شورش خواند. موشه، کشیش و سپورگان (اردسورین)، که او هم یک آتشگاه را ویران نموده بود هم و از هیچ فرصتی برای آزار مغ‌ها نگذشته بود هم در جلسه شرکت نمود و واساک را مسئول شورش دانست. اسقف‌ها ابراهام، سموئل، ژوزف، لوون، کژاژ، و آرسن هم به مرزبان شکایت نمودند. مرزبان نتیجه جلسه را نوشت و به شاه فرستاد. یزدگرد، کشیش‌ها و اسقف‌ها را به اقامتگاه زمستانی خود دعوت کرد و مهرنرسی به پیشواز آنان رفت. الیزائوس علت اینکه مهرنرسه هیچ آزاری به مسیحیان نرساند را این می‌داند که اشراف ارمنی هنوز دژهای قویی در کوهستان داشتند که مرزبان از آنان هراس داشت. پادشاه دستور داد که مقامات مذهبی مسیحی از هر پیگردی مصون باشند و به کلیساهای خود بازگردند و برای جبران خساراتهای وارد شده طی جنگ، دستور داد که بیشتر ایالت‌ها از پرداخت مالیات مرخص باشند. یزدگرد دستور داد کلیساهایی که خراب شده بودند بازسازی شوند. یزدگرد در دربار با صدای بلند اعلام کرد که:

هرکسی که با اعتقاد قلبی به باور شجاعان نپیوسته باشد، مورد غضب خداوند است و از سوی من مهری نخواهد دید. به همه ایالتها نوشتم که هرکسی آزاد است که به نوای روحش گوش فرا دهد و هر آنچه را که می‌خواهد بپرستد.

### مجازات واساک
پس از اینکه پادشاه به امیران ارمنستان امان‌نامه داد، نشست دیگری در حضور شاه تشکیل شد که از یک سو زرتشتیان ارمنی و از سوی دیگر مسیحیان در آن شرکت داشتند و مدیر جلسه مهرنرسی بود. جلسه دوازده روز طول کشید. طی جلسه، ارمنیهای مسیحی، نامه‌هایی را نشان دادند که واساک به امپراتور بیزانس، پادشاهان گرجستان و آلبانیای قفقاز و سردار سپاه بیزانس نوشته بود و ایشان را به شورش فراخوانده بود. مهر واساک بر پای نامه‌ها بود. سپس مشکان، واساک را به خیانت متهم نمود و ادعا کرد که در خون‌ریزی نسبت به مخالفان زیاده‌روی نموده و برای دست یافتن به بعضی از مخالفان که در دژها سنگر گرفته بودند سوگند دروغ یاد کرده. هنگامی که ثابت شد واساک با پادشاه هونها ارتباط داشته و به تحریک او هونها شمال غربی ایران و شمال غربی بیزانس را غارت کرده‌اند؛ پادشاه حکم به اعدام واساک داد.
لازار هم، جرقه شروع شورش را به گفتگوی واساک و دامادش ورازوالان مربوط می‌داند.

## نگرش انتقادی
در تاریخ‌نگاری معاصر ارمنی این تصویر سیاه و سفید از وارتان و واساک از سوی نویسندگانی چون لئو و آدونتس به چالش کشیده شده‌است. چند سال پیش نیز کتابی در ارمنستان منتشر شده‌است به نام جنگ واردانانکی که نمی‌شناسیم و در آن از واساک به عنوان سیاستمداری مدبر یاد شده که اگر کلیسای ارمنی و خاندان مامیکونیان در برابرش درنمی‌آمدند می‌توانست پادشاهی ارمنستان را احیا کند. شاید مهم‌ترین نکته‌ای که در این دیدگاه مطرح می‌شود این است که جنگ آوارایر در شرایطی اتفاق افتاد که میان نماینده تام‌الاختیار دربار ساسانی و واساک سیونی، معاهده صلحی در منطقه‌ای نام پایتاکاران بسته شده بود که در آن ایران خواست تغییر دین را پس گرفته و عملاً به شرایط ارمنیان تن داده بود. برابر این دیدگاه، کلیسا با واساک و پادشاهی و مرزبانی قدرتمند او مخالف بود و به همین سبب با وجود برقراری معاهده‌ای به نفع ارمنیان، باز به جنگ با نیروهای ایران برخاست.

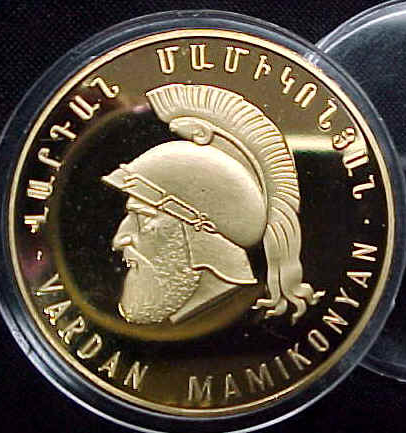
سکه طلای ۳۰ گرمی، ضرب شده دولت ارمنستان، با نقش وارتان مامیکونیان

منبع اصلی وقایع مربوط به میانه سده پنجم میلادی و مناقشات میان حکومت ساسانی و ارمنیان، نوشته‌های یقیشه مورخ ارمنی است. امّا یقیشه وقایع‌نگار کلیسا و خاندان مامیکونیان بوده و در کتابش از همان ابتدا نفرت خود را از واساک سیونی اعلام می‌کند و از این رو بی‌طرفی‌اش به عنوان تاریخ‌نگار مورد چون و چراست. انتشار کتاب جنگ واردانانکی که نمی‌شناسیم نوشته هاملت داوتیان، انعکاس گسترده‌ای در مطبوعات ارمنستان داشت. بسیاری ادعاهای کتاب را گزافه‌گویانه دانستند و مورد انتقاد قرار دادند.

## پی‌نوشت
1. ↑  "Welcome to Encyclopaedia Iranica".
2. ↑  Susan Paul Pattie, Faith in History: Armenians Rebuilding Community (Smithsonian Institution Press, 1997), 40.
3. ↑  Susan Paul Pattie, Faith in History: Armenians Rebuilding Community (Smithsonian Institution Press, 1997), 40.
4. ↑  Susan Paul Pattie, Faith in History: Armenians Rebuilding Community (Smithsonian Institution Press, 1997), 40.
5. ↑  Hewsen.
6. ↑  کریستن‌سن، ایران در زمان ساسانیان، ۲۹۰.
7. ↑  Introduction to Christian Caucasian History:II: States and Dynasties of the Formative Period, Cyril Toumanoff, Traditio, Vol. 17, 1961, Fordham University, 6.
8. ↑  کریستن‌سن، ایران در زمان ساسانیان، ۳۰۳.
9. ↑  کریستن‌سن، ایران در زمان ساسانیان، ۳۰۴.
10. ↑  کریستن‌سن، ایران در زمان ساسانیان، ۳۰۴.
11. ↑  پورداوود، نامه یزدگرد دوم به عیسویان ارمنستان، ۱۱۴.
12. ↑  پورداوود، نامه یزدگرد دوم به عیسویان ارمنستان، ۱۱۴.
13. ↑  پورداوود، نامه یزدگرد دوم به عیسویان ارمنستان، ۱۱۴.
14. ↑  پورداوود، نامه یزدگرد دوم به عیسویان ارمنستان، ۱۱۵.
15. ↑  پورداوود، نامه یزدگرد دوم به عیسویان ارمنستان، ۱۱۵.
16. ↑  کریستن‌سن، ایران در زمان ساسانیان، ۳۰۶.
17. ↑  وارداپت؛ اسقف آمادونی‌ها، یغیشه وارداپت (۱۸۳۰). تاریخ وارتان و نبرد ارمنیان (ترجمه سی اف نئومان). مؤسسه شرقی ترجمه.ص. ۳۶
18. ↑  وارداپت؛ اسقف آمادونی‌ها، یغیشه وارداپت (۱۸۳۰). تاریخ وارتان و نبرد ارمنیان (ترجمه سی اف نئومان). مؤسسه شرقی ترجمه.ص. ۳۷
19. ↑  Suny، Ronald Grigor (۱۹۹۴). The Making of the Georgian Nation. Indiana University Press. صفحهٔ ۲۳
20. 1 2 3  M. L. Chaumont (ژوئیه ۲۹, ۲۰۱۱). «ALBANIA». Columbia University in the City of New York، دانشنامه‌ایرانیکا. دریافت‌شده در ۲۵ تیر ۱۳۹۲.
21. ↑  وارداپت، یغیشه. خیزش وارتان مامیکونیان بر ضد کافران. فصل ششم، بند۱۹۲ و ۱۹۳: ترجمه بر خط روسی کتاب یغیشه
22. 1 2  تاریخ ارمنستان، واهان کورکجیان
23. 1 2  وارداپت؛ اسقف آمادونی‌ها، یغیشه وارداپت (۱۸۳۰). تاریخ وارتان و نبرد ارمنیان (ترجمه سی اف نئومان). مؤسسه شرقی ترجمه.ص. ۶۱
24. ↑  وارداپت، یغیشه. خیزش وارتان مامیکونیان بر ضد کافران. فصل ششم، بند۲۰۸ و ۲۰۹: ترجمه بر خط روسی کتاب یغیشه
25. ↑  وارداپت؛ اسقف آمادونی‌ها، یغیشه وارداپت (۱۸۳۰). تاریخ وارتان و نبرد ارمنیان (ترجمه سی اف نئومان). مؤسسه شرقی ترجمه.ص. ۶۲
26. ↑  وارداپت، یغیشه. خیزش وارتان مامیکونیان بر ضد کافران. فصل ششم، بند۲۱۲: ترجمه بر خط روسی کتاب یغیشه
27. ↑  وارداپت؛ اسقف آمادونی‌ها، یغیشه وارداپت (۱۸۳۰). تاریخ وارتان و نبرد ارمنیان (ترجمه سی اف نئومان). مؤسسه شرقی ترجمه.ص. ۶۳
28. ↑  وارداپت، یغیشه. خیزش وارتان مامیکونیان بر ضد کافران. فصل ششم، بند۲۱۳: ترجمه بر خط روسی کتاب یغیشه
29. ↑  وارداپت؛ اسقف آمادونی‌ها، یغیشه وارداپت (۱۸۳۰). تاریخ وارتان و نبرد ارمنیان (ترجمه سی اف نئومان). مؤسسه شرقی ترجمه.ص. ۶۳
30. ↑  وارداپت، یغیشه. خیزش وارتان مامیکونیان بر ضد کافران. فصل ششم، بند۲۱۵: ترجمه بر خط روسی کتاب یغیشه
31. ↑  وارداپت؛ اسقف آمادونی‌ها، یغیشه وارداپت (۱۸۳۰). تاریخ وارتان و نبرد ارمنیان (ترجمه سی اف نئومان). مؤسسه شرقی ترجمه.ص. ۶۴
32. ↑  وارداپت، یغیشه. خیزش وارتان مامیکونیان بر ضد کافران. فصل ششم، بند۲۱۷: ترجمه بر خط روسی کتاب یغیشه
33. ↑  وارداپت؛ اسقف آمادونی‌ها، یغیشه وارداپت (۱۸۳۰). تاریخ وارتان و نبرد ارمنیان (ترجمه سی اف نئومان). مؤسسه شرقی ترجمه.ص. ۶۴متن انگلیسی: The king himself spoke aloud , as follows , before all thouse who were at the court: "Whoever is not with all his heart attached to the belief of the Massteses is subject to the wrath of God , and will receive no favour from me. Now , I issue the same order for every province , that every one be free according to the inclination of his soul, and worship what he chooses, for all are alike my subjects.
34. ↑  وارداپت، یغیشه. خیزش وارتان مامیکونیان بر ضد کافران. فصل ششم، بند۲۱۸: ترجمه بر خط روسی کتاب یغیشه
35. ↑  وارداپت؛ اسقف آمادونی‌ها، یغیشه وارداپت (۱۸۳۰). تاریخ وارتان و نبرد ارمنیان (ترجمه سی اف نئومان). مؤسسه شرقی ترجمه.ص. ۶۵
36. ↑  وارداپت، یغیشه. خیزش وارتان مامیکونیان بر ضد کافران. فصل ششم، بند۲۲۱: ترجمه بر خط روسی کتاب یغیشه
37. ↑  TIM GREENWOOD (۲۰۰۸). «Sasanian Reflections in Armenian Sources» (PDF). e-Sasanika. بایگانی‌شده از اصلی (PDF) در ۱۲ سپتامبر ۲۰۱۴. دریافت‌شده در ۱۴ تیر ۱۳۹۲. پانویس صفحهٔ ۲
38. ↑  «واردانانک: مقاومت ارمنیان در برابر خواست تغییر دین در سده پنجم میلادی». دوهفته نامه "هویس". ۳ اسفند ۱۳۹۰. دریافت‌شده در ۹ تیر ۱۳۹۲.